# Moczydła (Szemud)
Moczydła – część wsi Szemud w Polsce, położona w województwie pomorskim, w powiecie wejherowskim, w gminie Szemud, nad zachodnim brzegiem jeziora Kamień.
W latach 1975–1998 Moczydła administracyjnie należały do województwa gdańskiego.